# 찹 수이

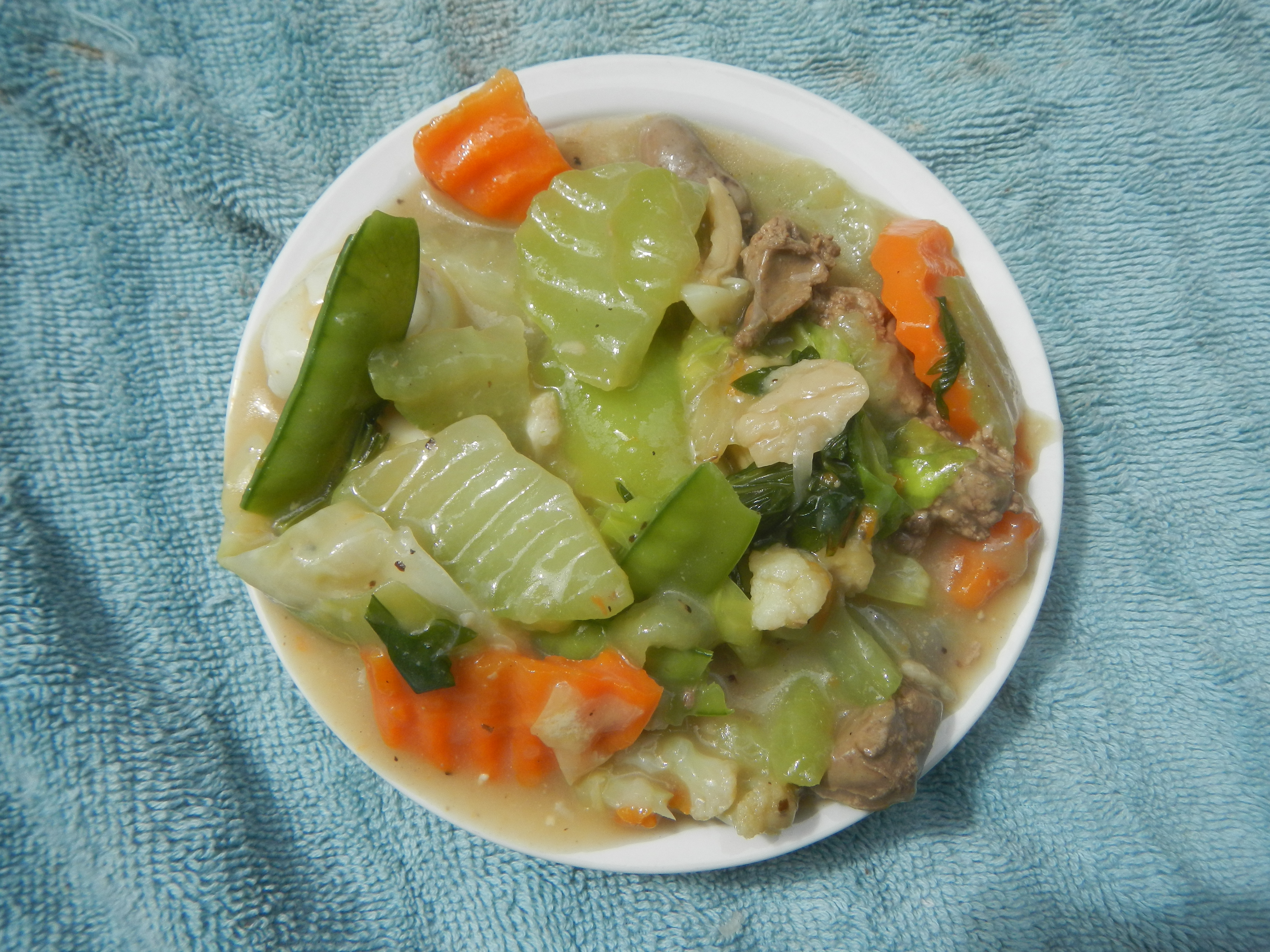
찹 수이

찹 수이(영어: Chop suey, 광둥어: 雜碎 잡서이, 중국어 간체자: 杂碎, 정체자: 雜碎, 병음: zá suì 짜쑤이[*], 한자음: 잡쇄)는 미국식 중국 요리의 일종이다. 정통 중화요리는 아니고, 미국에서 화교들에 의해 만들어진 것으로 한국의 짜장면과 같은 위치에 있다.
고기(닭고기, 생선, 소고기, 새우류, 돼지고기 등 무엇이든 가능), 계란과 함께 콩나물, 양배추, 셀러리 등 채소들을 마구 섞어서 빠르게 볶아친 뒤 걸죽한 녹말 소스로 간해서 만들고, 밥이나 차오몐과 함께 먹는다. 찹 수이는 미국, 필리핀, 캐나다, 독일, 인도, 폴리네시아 등지에서 흥하는 중화요리이다. 인도네시아에서는 고기보다 채소 비중이 훨씬 큰 찹 수이를 만들어 먹는데, 찹 차이(雜菜), 즉 잡채라고 부른다.
얼터너티브 메탈 밴드 시스템 오브 어 다운이 2001년에 "Chop Suey!"라는 노래를 발매되었다.

## 같이 보기
- 오렌지 치킨
- 짜장면
- 찹 차이